# Jubilejnyj (kompleks sportowy)
Jubilejnyj (ros. Юбилейный) – kompleks sportowy w Petersburgu, w Rosji, usytuowany w rejonie pietrogradskim, przy prospiekcie Dobrolubowa 18, na terenach bezpośrednio sąsiadujących z stadionem Pietrowskim i stacją metra Sportiwnaja na linii Frunziensko-Primorskiej. Obiekt został wzniesiony w 1967 roku, jako prezent dla miasta od Federacji Związków Zawodowych z okazji 50. rocznicy władzy radzieckiej w Rosji. 
Obiekt został zaprojektowany przez zespół architektów radzieckich, którzy za zastosowane rozwiązania inżynieryjne otrzymali w 1971 roku Nagrodę Państwową ZSRR w dziedzinie architektury.
W obiekcie 6 października 1991 roku, tuż przed występem muzycznym, zamordowany został Igor Talkow.

## Opis i funkcje hali
Centralny budynek kompleksu o wysokości 22 metrów zbudowany jest na planie okręgu o średnicy 94 m. W skład kompleksu wchodzą również mniejsze hale. Oprócz zawodów sportowych w obiekcie organizuje się również przedstawienia teatralne, wystawy i koncerty. 
W latach 2007–2009 kompleks został całkowicie zmodernizowany, wymieniono między innymi krzesełka we wszystkich halach, osiągając tym samym pojemność 7012 miejsc w hali głównej, zrekonstruowano miejsca VIP, w korytarzach zainstalowano ekrany plazmowe oraz uruchomiono sieć wi-fi.

## Sport
Obiekt jest areną domową klubu koszykówki Spartak Petersburg, hokejowego klubu Dinamo Sankt Petersburg (wcześniej także HK WMF Sankt Petersburg) oraz sekcji juniorskiej klubu SKA Sankt Petersburg.
Hala jest również miejscem spotkań klubu „Jubilejnyj"”, który jest zajmuje się szkoleniem w zakresie łyżwiartwa figurowego. Na obiekcie trenowali m.in.: Jewgienij Pluszczenko, Aleksandr Smirnow czy Artur Gaczinski.